# Saint-Bonnet-Tronçais
Saint-Bonnet-Tronçais é uma comuna francesa na região administrativa de Auvérnia-Ródano-Alpes, no departamento Allier. Estende-se por uma área de 27,67 km². Em 2010 a comuna tinha 735 habitantes (densidade: 26,6 hab./km²).